# Aphthona chalchica
Aphthona chalchica es un coleóptero de la familia Chrysomelidae. Fue descrita científicamente por primera vez en 1980 por Medvedev.